# Igreja do Senhor Santo Cristo
A Igreja do Senhor Santo Cristo localiza-se na freguesia da Fazenda, no concelho de Lajes das Flores, na ilha das Flores, nos Açores.

## História
Remonta ao final do século XIX. A benção do terreno ocorreu no dia 1 de agosto de 1896, sendo a pedra fundamental benzida pelo então bispo da Diocese de Angra, D. Francisco de Vieira e Brito, que na ocasião celebrou em um altar improvisado. No ano seguinte (1897) tiveram início os trabalhos de construção.
O corpo da igreja estava concluído em 1900 e no ano seguinte (1901) deu-se início à construção da capela-mor e à sacristia.
Com a conclusão da torre sineira, os sinos foram benzidos em janeiro de 1905: o maior pesa 322kg e o menor, 188kg. O primeiro pároco, padre Francisco Cristiano Korth chegou em 1906. Nos anos de 1907 e de 1908 foram executados os retábulos dos altares, sendo colocada a imagem do orago no altar-mor. Destacava-se ainda neste templo, uma imagem do Bom Pastor, com 1,92m de altura, vinda do Porto em 1912.